# Großhennersdorf
Großhennersdorf és un municipi alemany que pertany a l'estat de Saxònia. És connectat per la Bundesstraße 178 que uneix Löbau i Zittau.
La ciutat va ser fundada el 1296. És més coneguda potser per ser la llar de Katharina, baronessa von Gersdorf min von Friesen, vídua del governador de l'Alta Lusàcia, Nicolaus baró von Gersdorf. L'escola Katharinenhof rep el nom en honor seu, i fou construïda pel seu net, Nikolaus Ludwig von Zinzendorf (1700-1760), renovador de la Unitas Fratrum o Església Morava, al castell (ara en ruïnes) de Gross Hennersdorf. Va ser una dona intel·ligent i educada, versada en diverses llengües escriptora i poetessa, amb connexions arreu d'Europa.
Inclou les subdivisions de Großhennersdorf, Neundorf, Schönbrunn, Euldorf i Heuscheune.